# Vidalia. Revista da Unidade de Pesquisa e Conservação de Bromeliaceae
Vidalia. Revista da Unidade de Pesquisa e Conservação de Bromeliaceae (abreviado Vidalia) es una revista con ilustraciones y descripciones botánicas que es publicada en Brasil por la Universidad Federal de Viçosa desde el año 2003.